# Святодуховка
Святодуховка (каз. Святодуховка) — село в Жамбылском районе Северо-Казахстанской области Казахстана. Административный центр Майбалыкского сельского округа. Код КАТО — 594649100.

## История
Официальная версия основания села гласит, что оно было создано переселенцами в 1893 году. Неофициально основателями села были казаки, имевшие здесь заимку.

## География
Расположено между озёрами Ягодное и Красное. В 4 км к югу находится озеро Тукаево, в 5 км к юго-западу — озеро Тульколь. В 2 км к востоку от села находится озеро Горькое.

## Население
В 1999 году население села составляло 941 человек (452 мужчины и 489 женщин). По данным переписи 2009 года, в селе проживало 516 человек (246 мужчин и 270 женщин).

## Известные уроженцы
- Люгарин, Михаил Михайлович (1908—1993) — поэт и журналист.
- Мосякин, Кирилл Евгеньевич (1919—1954) — кавалер орденов Славы трёх степеней.